# Matthias Steiner
Matthias Steiner (* 25. August 1982 in Wien) ist ein ehemaliger österreichisch-deutscher Gewichtheber. Nach seiner Einbürgerung in Deutschland im Jahr 2008 wurde er im Superschwergewicht über 105 kg im selben Jahr Olympiasieger und Europameister sowie 2010 Weltmeister.
Nach dem Ende seiner Gewichtheberkarriere im Jahre 2013 wurde er Unternehmer und fokussierte sich auf den Bereich Ernährung und Bewegung. Zunächst schrieb er darüber Bücher und hielt Vorträge. Seit 2020 ist er zudem Gründer und Geschäftsführer des Food-Startups Steinerfood, das Low-Carb-Backwaren entwickelt und vertreibt.

## Leben

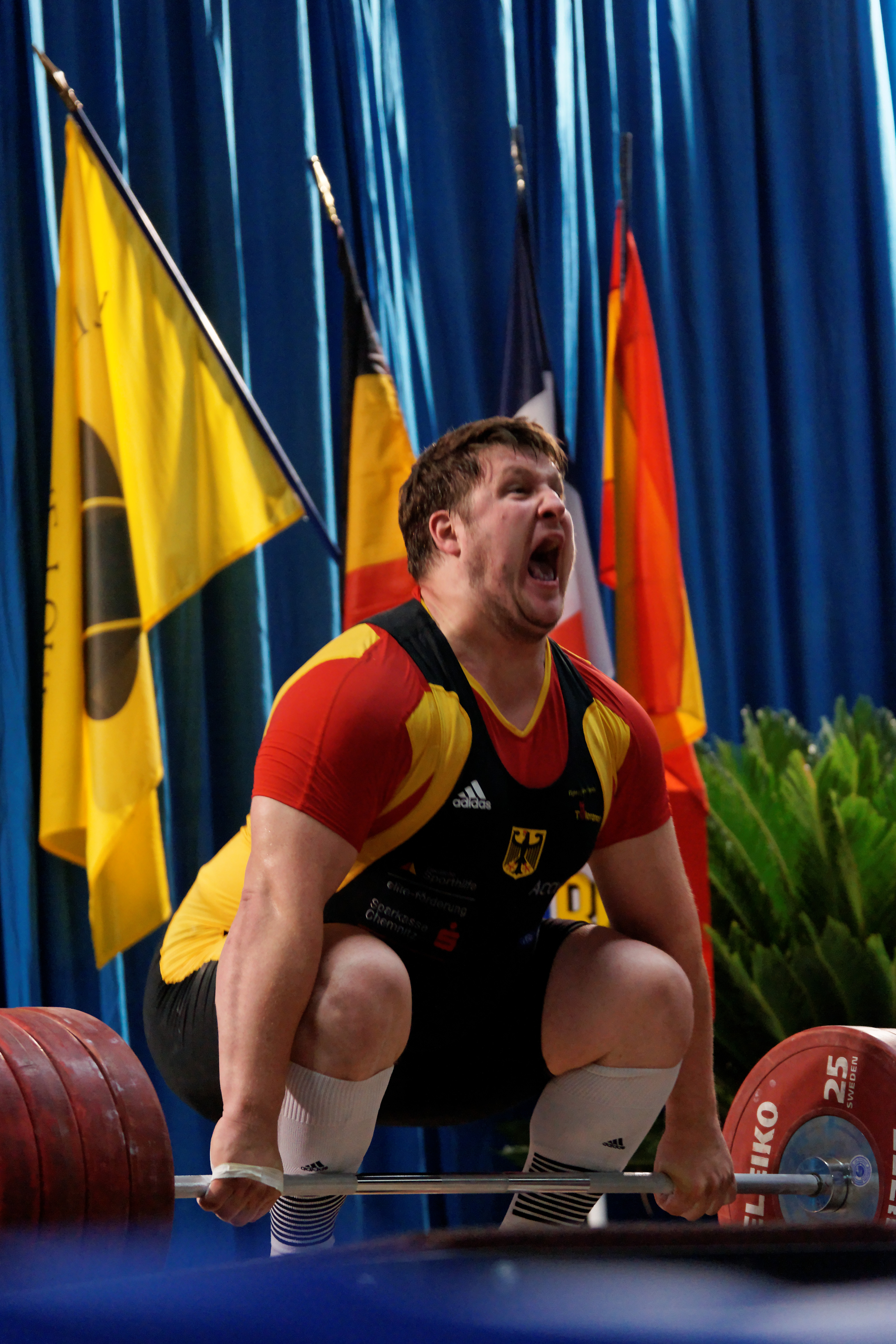
Matthias Steiner im Jahr 2010

Matthias Steiner wurde in der österreichischen Hauptstadt Wien geboren und wuchs in Obersulz in der niederösterreichischen Gemeinde Sulz im Weinviertel auf. Dort begann er als Jugendlicher mit dem Gewichtheben. Einen Tag vor seinem 18. Geburtstag wurde bei ihm Diabetes mellitus Typ 1 diagnostiziert. Steiner, der seit 2014 eine Insulinpumpe trägt, gehörte zu diesem Zeitpunkt zu den besten österreichischen Nachwuchshebern und trat für den AC Woge Bregenz an. Er blieb dem Leistungssport treu. 2001 startete der gelernte Gas-, Wasser- und Heizungsinstallateur erstmals bei den Europameisterschaften im Seniorenbereich, wo er den 16. Platz belegte. Bei den im selben Jahr stattfindenden Junioren-Europameisterschaften in Kalmar feierte er mit neuer persönlicher Bestleistung im Zweikampf und in der Teildisziplin Reißen im Schwergewicht, der Gewichtsklasse bis 105 kg, jeweils den Gewinn der Bronzemedaille.
Bei den Europameisterschaften 2002 verbesserte er sich mit einem 11. Rang gegenüber dem Vorjahr um fünf Plätze. In diesem Wettkampf durchbrach er im Stoßen erstmals die „Schallmauer“ von 200 kg. Seine Zweikampfleistung steigerte er dabei auf 380 kg (172,5 kg Reißen, 207,5 kg Stoßen). 2002 nahm er auch letztmals an den Titelkämpfen im Juniorenbereich teil und gewann sowohl bei den Europa- als auch bei den Weltmeisterschaften jeweils drei Bronzemedaillen. In den nächsten Jahren startete er regelmäßig bei den Welt- und Europameisterschaften sowie bei den Olympischen Spielen 2004 in Athen. Dort erreichte er in der Gewichtsklasse bis 105 kg ein Zweikampfergebnis von 405 kg (182,5 kg / 222,5 kg) und belegte damit den siebten Platz.
2004 lernte Steiner seine spätere Frau Susann (1984–2007) kennen, die aus Wilkau-Haßlau in Sachsen stammte, und zog nach Chemnitz. Mit der Zeit stagnierten seine Leistungen, da es ihm zusehends schwerer fiel, das geforderte Gewichtslimit von 105 kg einzuhalten. So startete er bei den Europameisterschaften 2005 in Sofia erstmals im Superschwergewicht (über 105 kg Körpergewicht). Bei den europäischen Titelkämpfen scheiterte er bereits im Reißen, als er sein Anfangsgewicht von 195 kg dreimal nicht bewältigte. Daraufhin kam es zu Unstimmigkeiten zwischen ihm und dem Österreichischen Gewichtheberverband (ÖGV) und zum Kommentar des Vizepräsidenten des ÖGV, Martin Schödl: „Nach dem neuerlichen Beweis für seine Unsportlichkeit ist es mir egal, ob Steiner künftig für Schweden, Deutschland, Kasachstan oder Teppichland startet.“ Steiner heiratete am 9. Dezember 2005 Susann und beantragte die deutsche Staatsbürgerschaft. Während er auf seine Einbürgerung wartete, durfte er, mittlerweile für den mehrfachen deutschen Mannschaftsmeister Chemnitzer AC in der Bundesliga startend, nicht an internationalen Wettkämpfen teilnehmen. Am 16. Juli 2007 verunglückte seine Ehefrau bei einem Verkehrsunfall tödlich. Anfang 2008 erhielt er schließlich die deutsche Staatsbürgerschaft.
Im April 2008 startete Steiner bei den Europameisterschaften in Lignano Sabbiadoro erstmals für Deutschland, wo er in der Teildisziplin Reißen mit persönlicher Bestleistung von 200 kg Europameister wurde. Auch im Stoßen erreichte er mit 246 kg eine neue persönliche Bestleistung, was für ihn die Bronzemedaille bedeutete. Mit einem Zweikampfergebnis von insgesamt 446 kg belegte er hinter Titelverteidiger Viktors Ščerbatihs aus Lettland (447 kg) den zweiten Platz. Bei der deutschen Olympiaqualifikation am 5. Juli 2008 in Heidelberg, an der er teilnahm, obwohl er bereits qualifiziert war, verbesserte er sich auf 451 kg im Zweikampf. Dabei bewältigte er im Stoßen 250 kg, was von allen deutschen Gewichthebern vor ihm nur Gerd Bonk, Manfred Nerlinger und Ronny Weller gelungen war. Am 19. August 2008 feierte er bei den Olympischen Spielen in Peking seinen größten sportlichen Triumph. Mit neuen persönlichen Bestleistungen in beiden Teildisziplinen (203 kg Reißen, 258 kg Stoßen) distanzierte er mit insgesamt 461 kg die gesamte internationale Konkurrenz im Superschwergewicht und wurde damit der erste deutsche Olympiasieger im Gewichtheben seit 16 Jahren. Steiner widmete diesen Sieg seiner verstorbenen Ehefrau und nahm die Medaille entgegen mit einem Foto von ihr in der Hand. Aus diesem Grund wurde er von der chinesischen Nachrichtenagentur Xinhua mit der emotionalsten Siegesfeier in die Liste der zehn denkwürdigsten Olympioniken eingereiht. Am 21. Dezember 2008 wurde er bei der Verleihung zu Deutschlands Sportler des Jahres 2008 als erster Gewichtheber als männlicher Sportler des Jahres ausgezeichnet, zudem erhielt er den Bambi und viele weitere Auszeichnungen.

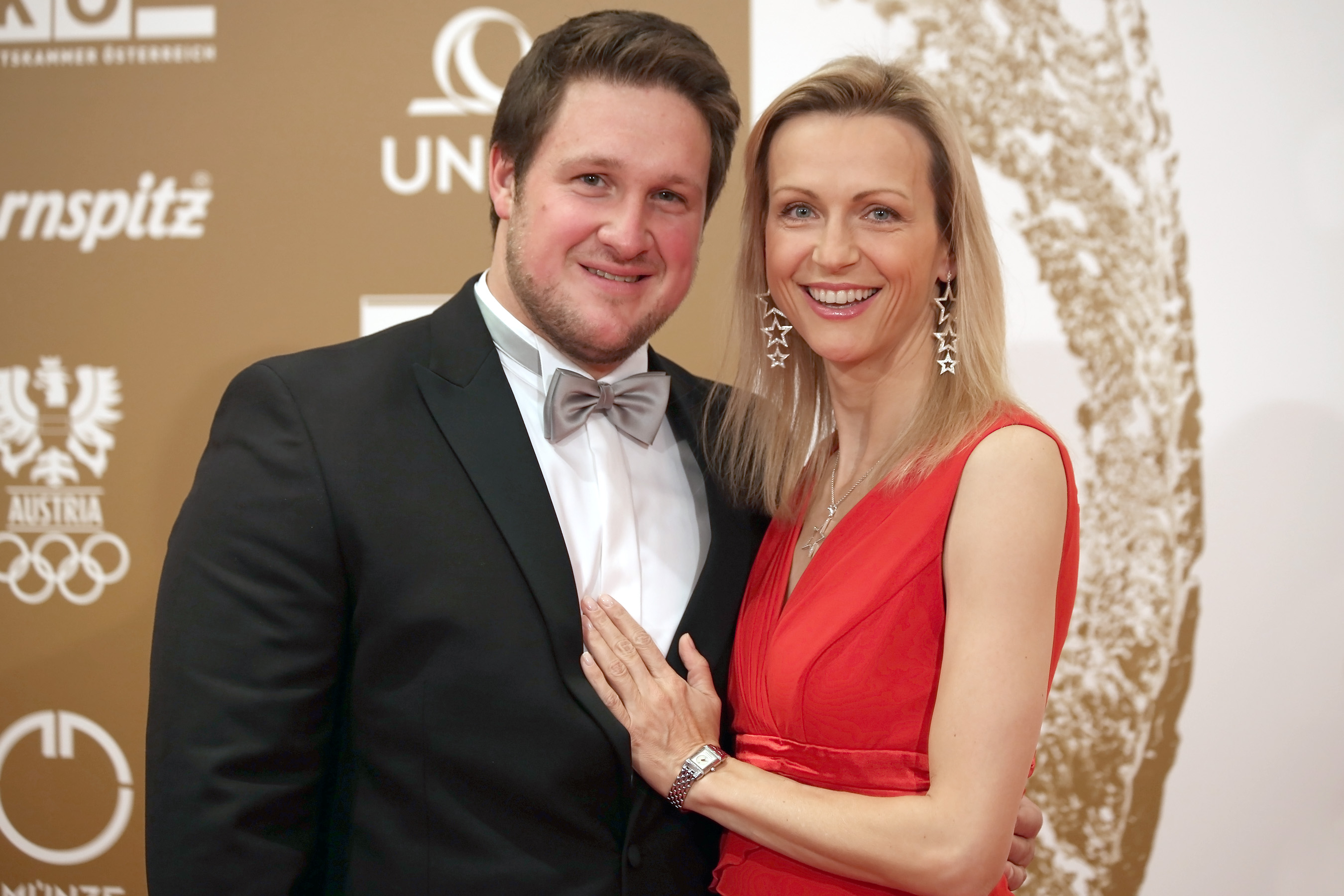
Matthias und Inge Steiner (bei der Ehrung der österreichischen Sportler des Jahres 2013)

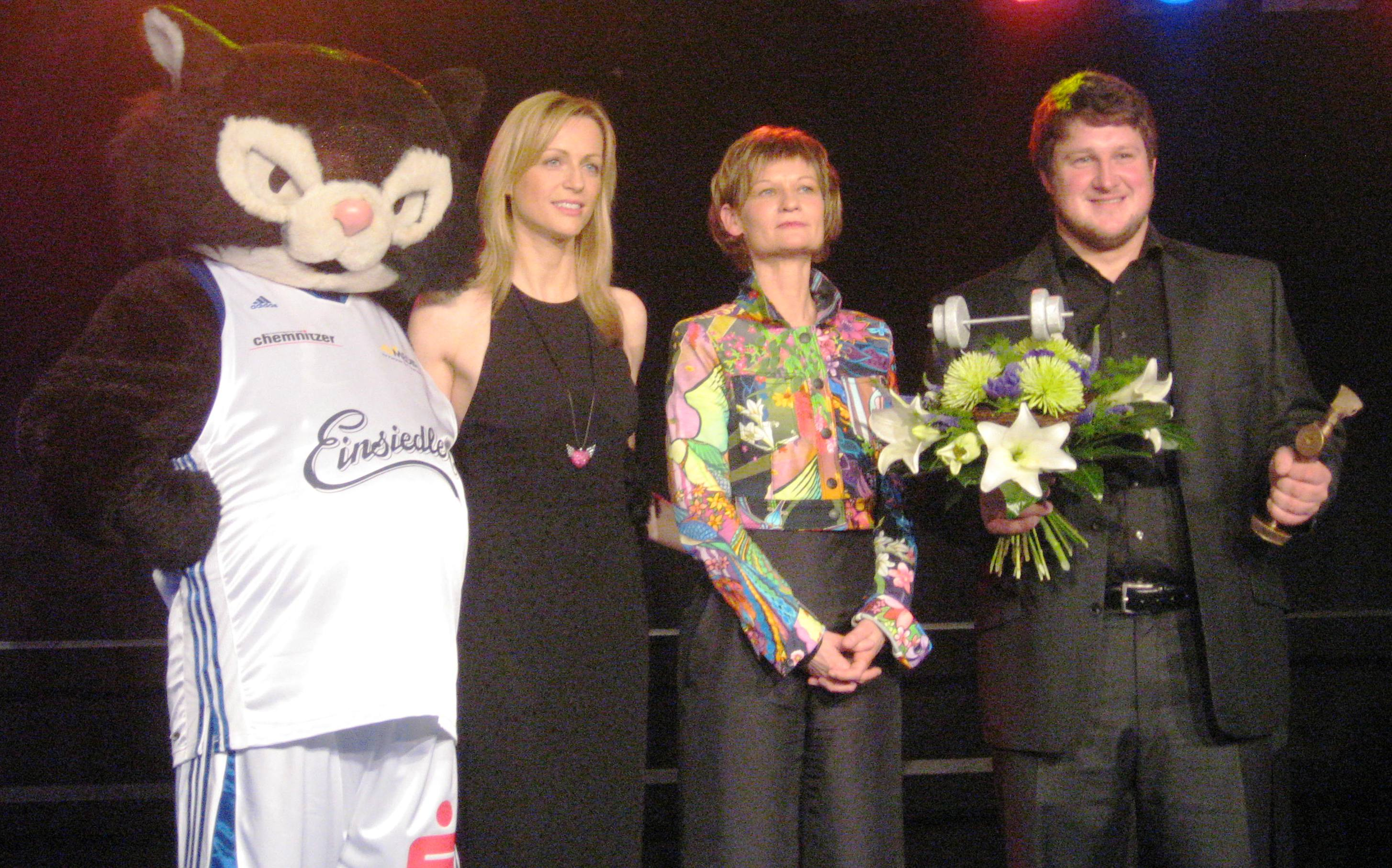
Steiner mit Inge Posmyk und Barbara Ludwig bei der Verleihung des Chemmy 2008

Im Januar 2009 wurde Steiner wegen eines Leistenbruchs operiert, den er bereits vor den Olympischen Spielen in Peking erlitten hatte, und konnte deswegen nicht wie geplant am Strongman-Wettbewerb Arnold Strongman Classic teilnehmen. Ebenso sagte er seine Teilnahme an den Weltmeisterschaften 2009 in Goyang ab, da seine Form nicht ausreichte, um einen Podiumsplatz zu erreichen. 2010 wurde er Weltmeister im Stoßen (246 kg) und belegte im Zweikampf (440 kg) den zweiten Platz. Bei den Olympischen Spielen 2012 in London beging er einen technischen Fehler beim Versuch, 196 kg zu reißen. Er versuchte noch unter der Hantelstange wegzutauchen, wurde aber von dieser im Genick getroffen. Er zog sich eine Bandverletzung an der Halswirbelsäule, eine Prellung des Brustbeins und eine Muskelzerrung im Bereich der Brustwirbelsäule zu und musste den Wettbewerb abbrechen.
Er trainierte am Bundesleistungszentrum in Leimen, startete weiterhin für den Chemnitzer AC und war Kapitän der deutschen Bundesliga.
2010 heiratete Steiner die Fernsehmoderatorin und Nachrichtensprecherin Inge Posmyk, mit der er seit 2008 liiert war. Das Paar wohnte bis 2017 in Heidelberg und hat zwei Söhne, die 2010 und 2013 geboren wurden. Am 22. März 2013 erklärte Steiner den Rückzug vom Profisport und machte sich daraufhin gemeinsam mit seiner Frau selbstständig. Bereits im Oktober 2012 hatte das Paar seinen ersten Auftritt in der Show Steiner gegen alle im Südwestrundfunk, die 2013 fortgesetzt wurde.
Von März bis Juni 2015 war er Kandidat der RTL-Show Let’s Dance. Er belegte mit seiner Tanzpartnerin Ekaterina Leonova den 3. Platz. Im April 2016 nahm er als Kandidat an der mit 100.000 Euro dotierten ProSieben-Spielshow Schlag den Star teil und unterlag im 15. Entscheidungsspiel seinem Gegner, dem Schauspieler Henning Baum. Im Januar 2017 beteiligte er sich am Gesangswettbewerb It Takes 2 (RTL). Anschließend erhielt Steiner einen Plattenvertrag beim Musiklabel Telamo. Im März 2017 erschien die Single Zurückgeliebt, im April 2017 das gleichnamige Album. Steiner ist Mitglied im Kuratorium der DFL Stiftung.
Zu seiner aktiven Zeit wog Steiner 150 Kilogramm. Danach nahm er 45 Kilogramm ab, schrieb darüber zwei Bücher und entwickelte das Online-Fitness- und Ernährungsprogramm „Steiner Prinzip“. Er hält Vorträge zum Thema Ernährung und Bewegung, zudem ist er als Motivationsredner aktiv.
Heute ist Matthias Steiner zudem Unternehmer. Er gründete 2020 ein Food-Startup, das innovative Low-Carb-Produkte entwickelt und vertreibt. In der TV-Show Die Höhle der Löwen konnte er Nils Glagau als Co-Investor gewinnen.

## Statistiken

### Wettkampfbilanz (Übersicht)
| Jahr | Turnier                        | Austragungsort     | Zweikampf | Platz    | Reißen   | Platz    | Stoßen   | Platz    | Gewichtsklasse      |
| ---- | ------------------------------ | ------------------ | --------- | -------- | -------- | -------- | -------- | -------- | ------------------- |
| 1998 | U16-Europameisterschaften      | A Coruña           | 240,0 kg  | 9        | 110,0 kg | 8        | 130,0 kg | 9        | Leichtschwergewicht |
| 1999 | Junioren-Europameisterschaften | Spała              | 275,0 kg  | 16       | 125,0 kg | 17       | 150,0 kg | 16       | Mittelschwergewicht |
| 2000 | Junioren-Weltmeisterschaften   | Prag               | 307,5 kg  | 9        | 137,5 kg | 9        | 170,0 kg | 8        | Mittelschwergewicht |
| 2000 | Junioren-Europameisterschaften | Rijeka             | 320,0 kg  | 8        | 142,5 kg | 9        | 177,5 kg | 9        | Mittelschwergewicht |
| 2001 | Europameisterschaften          | Trenčín            | 325,0 kg  | 16       | 150,0 kg | 15       | 175,0 kg | 15       | Mittelschwergewicht |
| 2001 | Junioren-Europameisterschaften | Kalmar             | 360,0 kg  | 3        | 165,0 kg | 3        | 195,0 kg | 4        | Schwergewicht       |
| 2002 | Europameisterschaften          | Antalya            | 380,0 kg  | 11       | 172,5 kg | 12       | 207,5 kg | 11       | Superschwergewicht  |
| 2002 | Junioren-Weltmeisterschaften   | Havířov            | 380,0 kg  | 3        | 172,5 kg | 3        | 207,5 kg | 3        | Schwergewicht       |
| 2002 | Junioren-Europameisterschaften | Nuoro              | 387,5 kg  | 3        | 172,5 kg | 3        | 215,0 kg | 3        | Schwergewicht       |
| 2002 | Weltmeisterschaften            | Warschau           | 395,0 kg  | 12       | 180,0 kg | 12       | 215,0 kg | 12       | Schwergewicht       |
| 2003 | Europameisterschaften          | Loutraki           | 392,5 kg  | 8        | 180,0 kg | 8        | 212,5 kg | 9        | Schwergewicht       |
| 2003 | Weltmeisterschaften            | Vancouver          | 402,5 kg  | 7        | 182,5 kg | 9        | 220,0 kg | 6        | Schwergewicht       |
| 2004 | EU-Meisterschaften             | Budapest           | 392,5 kg  | 1        | 177,5 kg | 1        | 215,0 kg | 1        | Schwergewicht       |
| 2004 | Europameisterschaften          | Kiew               | 405,0 kg  | 7        | 180,0 kg | 10       | 225,0 kg | 5        | Schwergewicht       |
| 2004 | Olympische Sommerspiele*       | Athen              | 405,0 kg  | 7        | 182,5 kg | -        | 222,5 kg | -        | Schwergewicht       |
| 2005 | Europameisterschaften          | Sofia              | /         | k. Platz | ungültig | k. Platz | n. a.    | k. Platz | Superschwergewicht  |
| 2008 | Internationales Turnier        | Peking             | 423,0 kg  | 1        | 193,0 kg | 1        | 230,0 kg | 1        | Superschwergewicht  |
| 2008 | Europameisterschaften          | Lignano Sabbiadoro | 446,0 kg  | 2        | 200,0 kg | 1        | 246,0 kg | 3        | Superschwergewicht  |
| 2008 | Internationales Turnier        | Heidelberg         | 451,0 kg  | 1        | 201,0 kg | -        | 250,0 kg | -        | Superschwergewicht  |
| 2008 | Olympische Sommerspiele*       | Peking             | 461,0 kg  | 1        | 203,0 kg | -        | 258,0 kg | -        | Superschwergewicht  |
| 2010 | Europameisterschaften          | Minsk              | 426,0 kg  | 3        | 190,0 kg | -        | 236,0 kg | 2        | Superschwergewicht  |
| 2010 | Weltmeisterschaften            | Antalya            | 440,0 kg  | 2        | 194,0 kg | 5        | 246,0 kg | 1        | Superschwergewicht  |
| 2012 | Europameisterschaften          | Antalya            | 424,0 kg  | 2        | 190,0 kg | 5        | 234,0 kg | 4        | Superschwergewicht  |
| 2012 | Olympische Sommerspiele*       | London             | /         | k. Platz | 192,0 kg | -        | n. a.    | -        | Superschwergewicht  |

* nur Zweikampfergebnis wird berücksichtigt, daher keine Medaillenvergabe bei den Einzeldisziplinen

k. Platz = keine Platzierung erreicht, da Wettkampf vorzeitig beendet

n. a. = nicht angetreten

ungültig = alle drei Versuche ungültig

### Internationale Meisterschaften (Zweikampf)
(OS = Olympische Spiele, WM = Weltmeisterschaften, EM = Europameisterschaften, KG = Körpergewicht)
- 2000, 9. Platz, Junioren-WM in Prag, bis 94 kg KG, mit 307,5 kg (137,5 kg Reißen / 170 kg Stoßen), Sieger: Szymon Kołecki, Polen mit 395 kg (170 kg / 225 kg);
- 2000, 8. Platz, Junioren-EM in Rijeka, bis 94 kg KG, mit 320 kg (142,5 kg / 177,5 kg), Sieger: Szymon Kolecki mit 380 kg (167,5 kg / 212,5 kg);
- 2001, 3. Platz, Junioren-EM in Kalmar, bis 105 kg KG, mit 360 kg (165 kg / 195 kg), hinter Marcin Dołęga, Polen, 387,5 kg (182,5 kg / 205 kg) u. Sergei Worotnikow, Ukraine, 367,5 kg (167,5 kg / 200 kg);
- 2002, 11. Platz, EM in Antalya, über 105 kg KG, mit 380 kg (172,5 kg / 207,5 kg), Sieger:  Ronny Weller, Deutschland, mit 450 kg (202,5 kg / 247,5 kg) vor Paweł Najdek, Polen, 430 kg (185 kg / 245 kg);
- 2002, 3. Platz, Junioren-EM in Havířov, bis 105 kg KG, mit 380 kg (172,5 kg / 207,5 kg), Sieger: Marcin Dolega, 415 kg (197,5 kg / 217,5 kg);
- 2002, 12. Platz, WM in Warschau, bis 105 kg KG, mit 395 kg (180 kg / 215 kg), Sieger: Denys Hotfrid, Ukraine, 420 kg (190 kg / 230 kg);
- 2003, 8. Platz, WM in Loutraki, bis 105 kg KG, mit 392,5 kg (180 kg / 212,5 kg), Sieger: Ihor Rasorjonow, Ukraine, 425 kg (192,5 kg / 232,5 kg);
- 2003, 7. Platz, WM in Vancouver, bis 105 kg KG, mit 402,5 kg (182,5 kg / 220 kg), Sieger: Said Saif Asaad (Angel Popow), Katar, 422,5 kg (195 kg / 227,5 kg);
- 2004, 1. Platz, EU-Meisterschaften in Budapest, bis 105 kg KG, mit 392,5 kg (177,5 kg / 215 kg), vor Konstantin Garibis, Griechenland, 360 kg (160 kg / 200 kg);
- 2004, 7. Platz, EM in Kiew, bis 105 kg, mit 405 kg (180 kg / 225 kg), Sieger: Alan Zagaew, Bulgarien, 420 kg (182,5 kg / 237,5 kg);
- 2004, 7. Platz, OS in Athen, bis 105 kg KG, mit 405 kg (182,5 kg / 222,5 kg), Sieger: Dmitri Berestow, Russland, 425 kg (195 kg / 230 kg);
- 2005, unpl., EM in Sofia, über 105 kg KG, nach drei Fehlversuchen im Reißen mit 195 kg, Sieger: Viktors Ščerbatihs, Lettland mit 450 kg (200 kg / 250 kg);
- 2006, 1. Platz, Nationales Turnier in Forst, über 105 kg, mit 425 kg (192 kg / 233 kg);
- 2008, 1. Platz, Intern. Turnier in Peking, über 105 kg KG, mit 423 kg (193 kg / 230 kg), vor Grzegorz Kleszcz, Polen, 395 kg (175 kg/220 kg);
- 2008, 2. Platz, EM in Lignano Sabbiadoro, über 105 kg, mit 446 kg (200 kg / 246 kg), hinter Viktors Ščerbatihs, 447 kg (195 kg / 252 kg) u. vor Jewgeni Tschigischew, Russland, 442 kg (195 kg/247 kg);
- 2008, 1. Platz, Olympische Spiele in Peking, über 105 kg, mit 461 kg (203 kg / 258 kg), vor Jewgeni Tschigischew, Russland, 460 kg (210 kg/250 kg) und vor Viktors Ščerbatihs, Litauen, 448 kg (206 kg/242 kg)

### Österreichische Meisterschaften
- 2003, 1. Platz, mit 390 kg (175 kg / 215 kg), über 105 kg KG,
- 2004, 1. Platz, mit 400 kg (177,5 kg / 222,5 kg), über 105 kg KG,
- 2005, 1. Platz, mit 382,5 kg (172,5 kg / 210 kg), über 105 kg KG

### Deutsche Meisterschaften
- 2009, 1. Platz, mit 430 kg (190 kg / 240 kg), über 105 kg KG
- 2010, 1. Platz, mit 415 kg (185 kg / 230 kg), über 105 kg KG

## Auszeichnungen
- 2008: Bambi in der Kategorie Sport
- 2008: Silbernes Lorbeerblatt[18]
- 2008: Gewichtheber des Jahres des BVDG[19]
- 2008: Weltgewichtheber[20]
- 2008: Deutschlands Sportler des Jahres
- 2008: Chemmy (Sportler des Jahres von Chemnitz)
- 2009: Sächsische Sportkrone (Sachsens Sportler des Jahres)
- 2009: Sächsischer Dankesorden (Kategorie Sport)
- 2010: Chemmy (Sportler des Jahres von Chemnitz)
- 2010: Sächsische Sportkrone (Sachsens Sportler des Jahres)
- 2017: Aufnahme in die „Signs of Fame“ des völkerverbindenden Friedensprojekts Fernwehpark Oberkotzau
- 2022: Aufnahme in die Hall of Fame des deutschen Sports

## Schriften
- Das Leben erfolgreich stemmen. mvg-Verlag, München 2009, ISBN 978-3-86882-132-1.
- Das Steiner Prinzip: Vom Schwergewicht zum Wohlfühl-Ich. Südwest-Verlag, München 2015, ISBN 3-517-09421-8.
- Das Steiner Prinzip: Dein 12-Wochen-Plan. Südwest-Verlag, München 2017, ISBN 3-517-09606-7.